# 古賀站

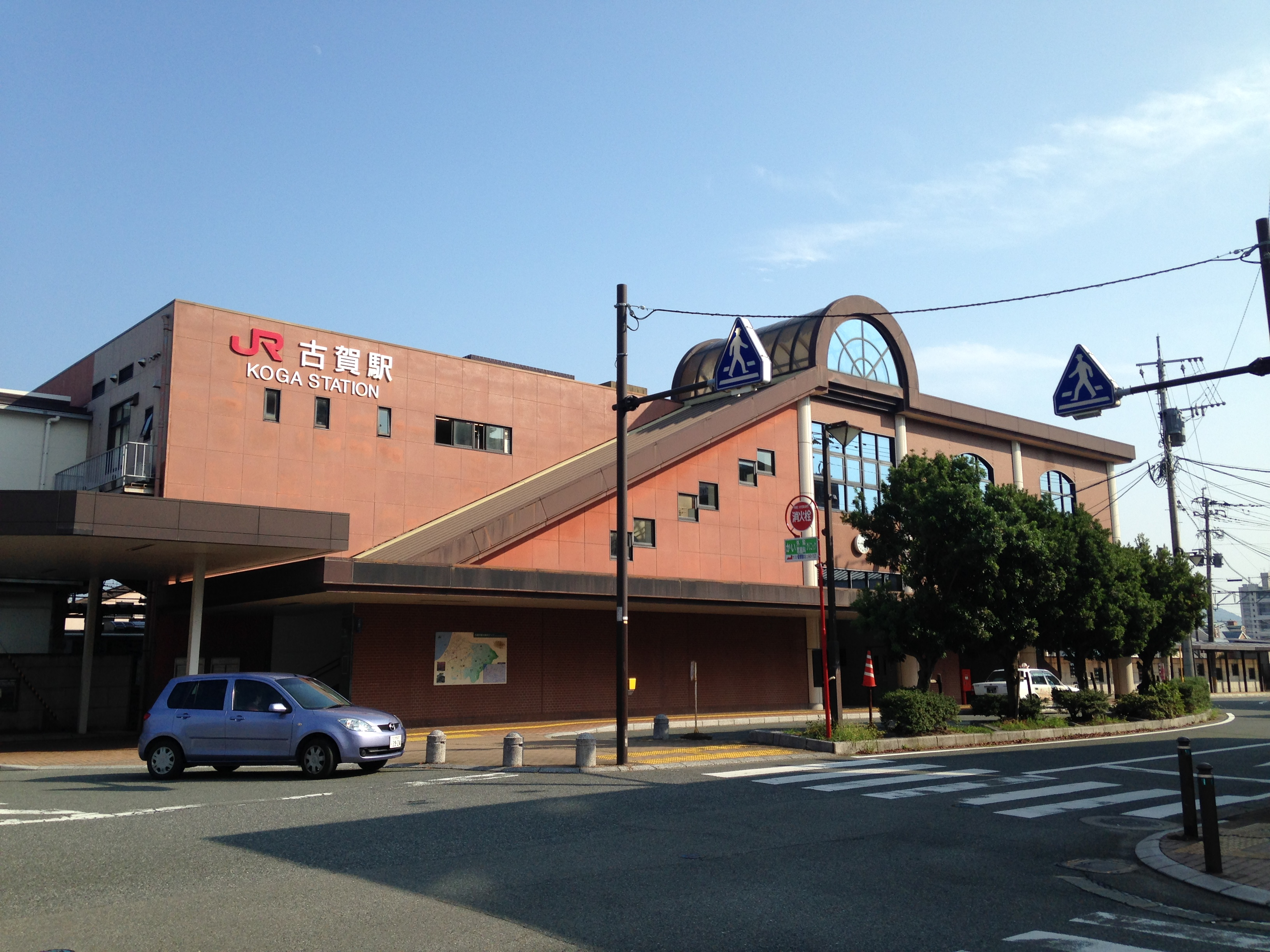
西口（2016年9月）

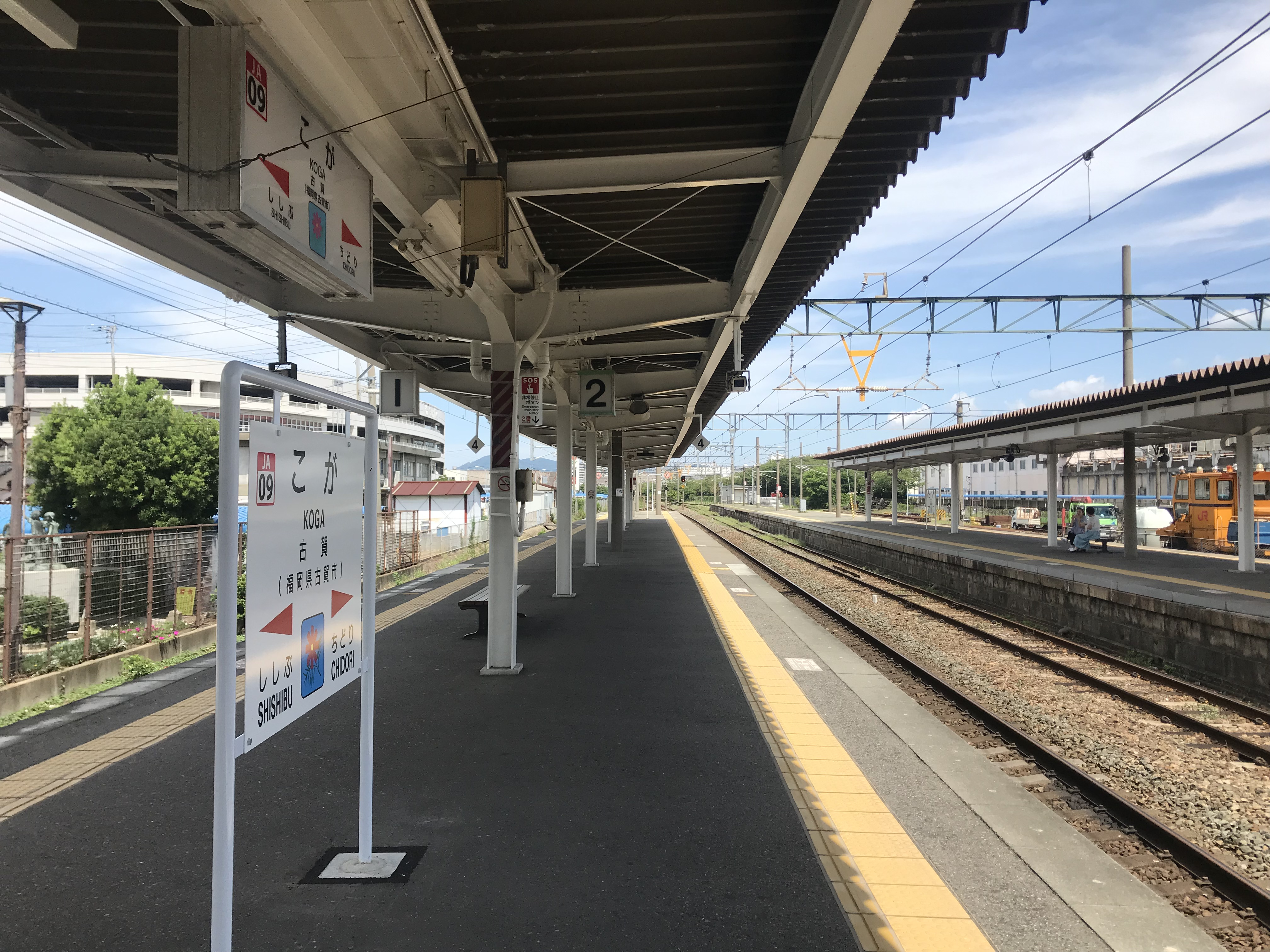
月台（2019年8月））

古賀站（日语：／ Koga eki */?）是位於福岡縣古賀市天神，屬於九州旅客鐵道（JR九州）的鹿兒島本線車站。車站編號為JA09。
在1980年10月1日時間表修正後，由特別快速降級為快速，此站同時只有普通列車。在1997年（平成9年）3月22日時間表修正中，早上和黃昏時段中部分快速列車停站。在2001年（平成13年）3月3日時間表修正後，再次成為所有快速列車的停車站。

## 歷史
- 1890年（明治23年）9月28日 - 九州鐵道（第一代）博多站至赤間站之間開通，此站啟用[1][2]。
- 1907年（明治40年）7月1日 - 九州鐵道被國有化（日语：鉄道国有法）[1][2][3]。成為官設鐵道車站。
- 1910年（明治43年） - 使用香椎站部分材料，現在車站大樓重建[1][4]。
- 1919年（大正8年）10月30日 - 日本調味料釀造(現時為Nibishi醬油（日语：ニビシ醤油）)古賀工廠開設側線[1]。
- 1920年（大正9年）11月15日 - 福間站至此站之間成為雙線鐵路[1]。
- 1921年（大正10年）1月26日 - 筑前新宮站（現時為福工大前站）至此站之間成為雙線鐵路[1]。
- 1923年（大正12年） - 設置日本調味料釀造專用月台。[5]
- 1928年（昭和3年）5月 - 車站大樓重建[1]。
- 1937年（昭和12年）6月24日 - 開設高千穗製紙工廠，設置側線[1]。
- 1961年（昭和36年）6月1日 - 門司港站至久留米站之間電氣化[6]。
- 1962年（昭和37年）3月15日 - 成為快速停車站[1]。
- 1980年（昭和55年）10月1日 - 不再成為快速停車站，只有普通列車停站。
- 1982年（昭和57年）2月28日 - 終止貨物起卸業務[1]。
- 1987年（昭和62年）4月1日 - 伴隨國鐵分割民營化，車站由九州旅客鐵道（JR九州）營運[7][8]。
- 1989年（平成元年）12月22日 - 跨站式站房落成[4]。
- 2009年（平成21年）3月1日 - 此站可以使用IC卡「SUGOCA」[9]。
- 2016年（平成28年）4月1日 - 古賀站長廢止。成為業務委託車站。

## 車站構造
此站是由JR九州鐵道營業管理的業務委託車站，站內設有綠色窗口，可使用「SUGOCA」IC卡。
在1890年（明治23年）9月28日於花見松原地區增設車站，當時只有小規模的站房，設有1條本線，1條貨物線。由於有許多旅客與貨物服務前往博多站方向，於是在1910年（明治43年）使用香椎站的部分材料重建站房。
在1919年（大正8年）10月30日，設置了前往日本調味料釀造(現時為Nibishi醬油)古賀工場的側線。在1920年（大正9年）11月15日福間站至此站之間成為雙線鐵路，在1921年（大正10年）1月26日筑前新宮站至此站之間成為雙線鐵路，以提升運輸能力。
隨後本站在1928年（昭和3年）5月重建，並於1937年（昭和12年）6月24日開設前往高千穗製紙工場的側線。在1961年（昭和36年）6月1日，門司港站至久留米站之間電氣化。
但由於貨物運送服務方面與汽車進行競爭，使貨運服務開始減少，最後在1982年（昭和57年）2月28日，此站的終止貨物起卸業務。在終止貨物起卸業務後，貨物起卸用地中與路軌撤走。在1983年（昭和58年）開設停泊單車場。1989年（平成元年）12月22日，跨站式站房落成。

### 月台
| 月台 | 路線       | 上下行 | 方向             |
| ---- | ---------- | ------ | ---------------- |
| 1、2 | 鹿兒島本線 | 上行   | 折尾、小倉方向   |
| 3、4 | 鹿兒島本線 | 下行   | 博多、久留米方向 |

## 使用狀況
在2018年（平成30年）度，1日平均乘車人次為6,864人，在JR九州車站中排第26。
| 乘車人次變遷       | 乘車人次變遷 |
| 年度               | 1日平均人次  |
| ------------------ | ------------ |
| 2008年（平成20年） | 6,524        |
| 2009年（平成21年） | 6,262        |
| 2010年（平成22年） | 6,357        |
| 2011年（平成23年） | 6,508        |
| 2012年（平成24年） | 6,478        |
| 2013年（平成25年） | 6,502        |
| 2014年（平成26年） | 6,360        |
| 2015年（平成27年） | 6,596        |
| 2016年（平成28年） | 6,662        |
| 2017年（平成29年） | 6,787        |
| 2018年（平成30年） | 6,864        |

## 車站周邊
在此站啟用後，車站前開始発展，成為古賀市中心與商店街。從西出口前行約300米即可到達國道495號路口。
- Sunlive（日语：サンリブ）古賀店 - 1992年（平成4年）10月開業[21]（商店面積約19,094平方米[21]（直營約11,116平方米[21]），總樓面面積約50,267平方米[21]）。
- 古賀市政廳
- 福岡縣公立古賀竟成館高等學校（日语：福岡県公立古賀竟成館高等学校）
- 福岡女學院看護大學（日语：福岡女学院看護大学）
- 古賀市立歷史資料館、古賀市立圖書館
- Nibishi醬油（日语：ニビシ醤油） - 1919年（大正8年）10月30日，開設了前往日本調味料釀造(現時為Nibishi醬油)古賀工場的貨物線，設有貨運前往古賀站[1]。
- 古賀郵局（日语：古賀郵便局） - 1881年（明治14年）10月1日在舊街道筋開業，在1920年（大正9年）遷移至站前[1]。
- 古賀站前郵局 - 1978年（昭和53年）11月1日開設[1]。
- 福岡銀行古賀分店 - 1943年（昭和18年）1月15日開設，當時為十七銀行香椎分店古賀出張所，在1945年（昭和20年）4月1日變為福岡銀行古賀分店[1]。

## 巴士路線
此站附近巴士服務主要為西鐵巴士宗像營運。設有各條巴士路線前往古賀市內各地。在車站西出口前設有「古賀站前」巴士站，在車站東出口前設有「古賀站東出口」巴士站。另外，在車站西邊的國道495號上設有「古賀」巴士站，設有巴士路線前往福津市、宗像市、新宮町、福岡市各地。
以下列表中，除了前往公共設施等接駁巴士外，均由西鐵巴士集團（西日本鐵道、西鐵巴士宗像）運行。公共設施等接駁巴士主要由古賀市營運，並委托當地的士公司運行。
- 古賀站前（市內各地）
  - 1：古賀 - 青柳四角 - 米多比 - 薦野
  - 2：古賀 - 市政廳 - 筵內 - 米多比 - 薦野
  - 2-1：古賀 - 市政廳 - Sancosmo古賀 - 筵內 - 米多比 - 薦野
  - 3：古賀 - 花見 - 東醫療中心（日语：国立病院機構福岡東医療センター） - 千鳥站入口 - 舞之里
- 古賀站東出口（市內各地）
  - 6：古賀團地 - 東醫療中心 - 千鳥站入口 - 舞之里
  - 6：市政廳 - 鹿部站東出口 - 工業團地 - Green Park古賀
  - 古賀市公共設施等接駁巴士：市政廳 - Sancosmo古賀 - 鄰保館 - Cosmos館
- 古賀（市內各地、花見、福間・津屋崎、東鄉、赤間方向，新宮、和白、天神方向）
  - 除了上述的1,2,2-1,3,4號外
  - 5：花見 - 福間站 - 宮司團地 - 津屋崎 - 津屋崎橋
  - 26A：花見 - 宮司團地 - 津屋崎
  - 26A：花見 - 福間站 - 光陽台六丁目
  - 26,26A：花見 - 福間站 - 東鄉 - 赤間站前 - 赤間營業所（日语：西鉄バス宗像）

## 相鄰車站
九州旅客鐵道
鹿兒島本線
■快速、■區間快速
福間（JA11）－古賀（JA09）－福工大前（JA06）
■區間快速（部分列車）、■普通
千鳥（JA10）－古賀（JA09）－鹿部（JA08）

## 注腳
1. 1 2 3 4 5 6 7 8 9 10 11 12 13 14 15 16 17 18 19 20  古賀町誌編委員會 『古賀町誌』 古賀町，1985年11月1日。
2. 1 2 3  宗像市史編纂委員會 『宗像市史 通史編 第三巻 近現代』 宗像市，1999年3月1日。
3. ↑  廣岡治哉 『近代日本交通史 明治維新から第二次大戦まで』 法政大學出版局，1987年4月15日。ISBN 978-4588600173
4. 1 2 3  .   [2020-04-02]. （原始内容存档于2016-05-23）.
5. ↑  .   [2020-04-02]. （原始内容存档于2011-07-27）.
6. 1 2  宗像市史編纂委員會 『むなかた二千年』 宗像市，1999年12月20日。
7. ↑  『交通年鑑 昭和63年版』 交通協力會，1988年3月。
8. ↑  今村都南雄 『民営化の效果と現実NTTとJR』 中央法規出版，1997年8月。ISBN 978-4805840863
9. ↑  . 交通新聞 (交通新聞社). 2009-03-03: 1.
10. 1 2   (PDF). 九州旅客鐵道.   [2019-07-23]. （原始内容存档 (PDF)于2019-07-12）.
11. ↑  . 九州旅客鐵道株式會社.   [2015-07-23]. （原始内容存档于2016-03-04）.
12. ↑  . 九州旅客鐵道株式會社.   [2015-07-23]. （原始内容存档于2016-03-04）.
13. ↑  . 九州旅客鐵道株式會社.   [2015-07-23]. （原始内容存档于2016-03-04）.
14. ↑  . 九州旅客鐵道株式會社.   [2015-07-23]. （原始内容存档于2015-05-08）.
15. ↑  . 九州旅客鐵道株式會社.   [2015-07-23]. （原始内容存档于2015-05-09）.
16. ↑  . 九州旅客鐵道株式會社.   [2015-07-23]. （原始内容存档于2016-10-09）.
17. ↑  .   [2015-10-31]. （原始内容存档于2016-01-21）.
18. ↑  .   [2016-08-21]. （原始内容存档于2016-10-09）.
19. ↑   (PDF). 九州旅客鐵道. 2017-07-31  [2017-08-01]. （原始内容 (PDF)存档于2017-08-01）.
20. ↑   (PDF). 九州旅客鐵道.   [2019-03-05]. （原始内容 (PDF)存档于2018-07-17）.
21. 1 2 3 4  『週刊東洋経済 臨時増刊 全国大型小売店総覧 2007年版』 東洋經濟新報社、2007年。

## 外部連結
- 古賀（車站資訊） - 九州旅客鐵道